# Cobra non è
Cobra non è è un film del 2020 diretto da Mauro Russo.

## Distribuzione
Il primo trailer del film è stato distribuito il 17 aprile 2020. La pellicola è stata distribuita in streaming in Italia a partire dal 30 aprile 2020 su Prime Video.